# Château de la Frézelière
Le Château de la Frézelière était un château français, étant désormais une ferme, situés à Loigné-sur-Mayenne, dans le département de la Mayenne et la région des Pays de la Loire. Il était situé à 2 kilomètres à l'Est du bourg.

## Désignation
- Frizelière, 1538 (Chartrier de l'Abbaye de Bellebranche).
- L'hébergement et domaine de la Frézelière, 1634 (Archives départementales de la Vienne, H/3. 142).
- Le chemin allant de la Frézelière à Château-Gontier et à Helquin, 1660.
- La seigneurie de la Frézelière, 1670 (Archives départementales de la Mayenne, B. 2.356).
- Frozelière, château et village (Carte de Cassini).

## Historique
Fief mouvant de la châtellenie de Loigné sous le devoir d'un cheval de service. Le titre personnel de Marquis de la Frézelière que prennent les Frézeau au XVIIe siècle ne suppose aucunement une érection de la terre en marquisat.
Il reste de l'ancien château un grand corps de logis avec une aile à l'Ouest et, au milieu de la cour, un puits monumental. Depuis le commencement du XVIIe siècle, les possesseurs délaissent cette résidence où demeurent Michel Meignan, sieur de la Vesquerie, 1663, et n. h. N. des Aistres, 1681, fermiers. Les bâtiments actuels sont : l'un, avec porte plein cintre, du XVIIe siècle ; l'autre, qui présente son pignon de face, remonte au XVIe siècle.

## Familles associées

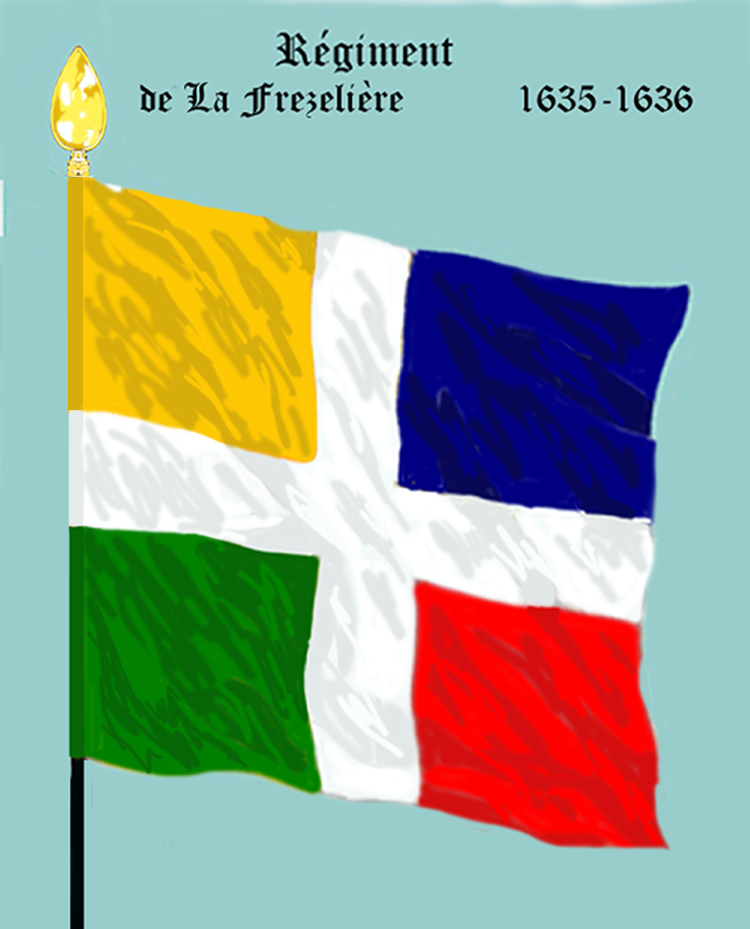
Régiment de la Frézelière, de 1635 à 1636

Les Frezeau sont une famille d'ancienne chevalerie qui a donné son nom à la terre de la Frézelière. Elle a pour armes : burelé d'argent et de gueules à une cotice brochante.
Un écusson de 1655 donne les principales alliances de la famille : Montmorency, de Rieux, de Rohan, de Bretagne, de la Trémoille, etc.
Les marquis de la Frézelière, établis dans le Poitou, eurent des états de services militaires aussi distingués que leurs aînés dont ils héritèrent. François Frézeau de la Frézelière (1623-1702), lieutenant-général de l'artillerie, chevalier de l'Ordre de Saint-Louis et gouverneur de Salins et son fils, Jean Angélique, occupèrent successivement la charge de premier lieutenant général de l'artillerie. Le second surtout prit une part des plus glorieuses à la défense de Lille en 1708. Le maréchal de Boufflers en fait le plus grand éloge. Charles-Madeleine Frézeau de La Frézelière fut évêque de La Rochelle de 1693 à sa mort en 1702.
La généalogie des La Frézelière figure, à la Bibliothèque Nationale de France.
Pour Moreri, avant même que l'usage eût distingué les Familles par des surnoms, dès le XIe siècle, la Maison des Frézel ou Frézeau devait être très considérable. Moréri cite dans le Cartulaire de l'Abbaye Notre-Dame de Noyers  entre les donations qu'il s'en trouve une, où il est fait mention de deux Frézels, père et fils, qui tous deux sont appelés Chevaliers. Une branche de cette famille passe en Ecosse, au XIIIe siècle. Sous le nom de Frazer, elle s’élève rapidement aux premières dignités du royaume des Stuarts et se voit concéder le titre dans la Pairie d'Écosse.

## Sources et bibliographie
- « Château de la Frézelière », dans Alphonse-Victor Angot et Ferdinand Gaugain, Dictionnaire historique, topographique et biographique de la Mayenne, Laval, A. Goupil, 1900-1910 [détail des éditions] (BNF 34106789, présentation en ligne)
- Maurice Sautai, Les Frézeau de La Frézelière, Lille, 1901.